# Reinaldo del Prette Lissot
Reinaldo del Prette Lissot (Valência, 17 de fevereiro de 1952 - Valência, 21 de novembro de 2022) foi um prelado católico venezuelano, arcebispo de Valência de 2007 até 2022.

## Biografia
Filho de Jesús Gaspar del Prette e Mercedes Lissot del Prette, Reinaldo del Prette Lissot concluiu o ensino primário no Colégio La Salle (Valência), e o ensino secundário no Seminário Menor Nuestra Señora del Socorro e no Seminário Menor Interdiocesano Santa Rosa de Lima, em Caracas, onde obteve o diploma de bacharel em Ciências Humanas em 1968.
Graduou-se sucessivamente em Filosofia na Universidade Católica Andrés Bello (UCAB) (Caracas, 1968-1972); Teologia no Seminário Interdiocesano Santa Rosa de Lima (Caracas, 1972-1976); e Direito Canônico na Pontifícia Universidade Gregoriana (Roma, 1982), onde completou o diploma em Direito Canônico do Matrimônio em 1983.
Em 15 de agosto de 1976, foi ordenado sacerdote pelo Arcebispo Luis Eduardo Henríquez Jiménez. Incardinado na Arquidiocese de Valência, foi: reitor do Seminário Menor de Valência; capelão das Irmãs Franciscanas; capelão militar; provisor geral e posteriormente vigário geral da Arquidiocese de Valência; vigário judicial; tesoureiro-administrador; diretor de Pastoral Social; pároco de Nossa Senhora de Begoña (Naguanagua); e diretor da Fundação “Regnum” para a construção de novas igrejas, capelas e casas paroquiais.
Em 24 de dezembro de 1993 foi nomeado bispo auxiliar da Arquidiocese de Valência, com sé titular de Altava. Foi ordenado bispo em 5 de fevereiro de 1994 pelo então Arcebispo de Valência, Jorge Liberato Urosa Savino. Os co-consagrantes foram Alfredo Rodríguez Figueroa, arcebispo de Cumaná, e Nelson Martínez Rust, bispo de San Felipe.
Em 24 de abril de 1997 foi nomeado bispo coadjutor da diocese de Maracay. Ele assumiu a diocese em 5 de fevereiro de 2003.
O Papa Bento XVI nomeou-o sucessivamente: administrador apostólico da Arquidiocese de Valência (10 de outubro de 2005); e arcebispo metropolitano (10 de abril de 2007). Foi instalado na Catedral Basílica de Valência em 16 de junho e recebeu o pálio arquiepiscopal na Basílica de São Pedro em 29 de junho.
Em 2007, a Universidade de Carabobo conferiu-lhe o Doutorado Honoris Causa, em 27 de setembro de 2007. Foi nomeado administrador apostólico da Diocese de Puerto Cabello, de 13 de março de 2010 a 1º de julho de 2011.
A Academia Estadual de História de Carabobo o nomeou Membro Honorário em 1º de outubro de 2016.
 

Reinaldo del Prette Lissot  foi infectado pela covid em maio de 2022, e sua saúde sofreu desde então. Morreu aos 70 anos, em Valência, em decorrência de um câncer de pulmão, complicado por um derrame pleural. Seus restos mortais repousam na Catedral Basílica de Nossa Senhora do Socorro, na capela da Virgem do Socorro.